# Bolbochromus nigriceps
Bolbochromus nigriceps är en skalbaggsart som beskrevs av Christian Rudolph Wilhelm Wiedemann 1823. Bolbochromus nigriceps ingår i släktet Bolbochromus och familjen Bolboceratidae. Inga underarter finns listade.